# ملعب نيشيكيوغوكو لألعاب القوى
ملعب نيشيكيوغوكو لألعاب القوى (باليابانية: 京都市西京極総合運動公園陸上競技場兼球技場) (بالإنجليزية: Nishikyogoku Athletic Stadium)‏ ، هي ملعب رياضي لكرة القدم وألعاب القوى، أسست سنة 1942م، وجددت البناء عامي 1985 و1996 ، وتقع مقرها في بلدة أوكيو-كو في مدينة كيوتو اليابانية، والملعب الذي يستضيف فيه هي نادي كيوتو سانغا لكرة القدم.

## منافسات سابقة
استضافت الملعب في مباراة كرة قدم دولية بين منتخبي رومانيا ، غانا في دورة الألعاب الأولمبية سنة 1964م، كما أستضافت حلم رياضة ألعاب القوى فوق سن 40 عاماً.